# Power Balance

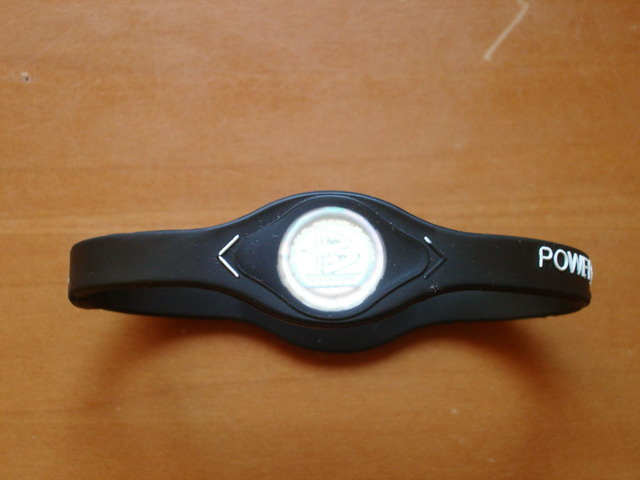
A pulseira Power Balance

A Power Balance, fundada em 2007, é a marca celebrizada por comercializar milhões de pulseiras de silicone, com dois hologramas, cujos fabricantes e vendedores alegavam serem capazes de melhorar "o equilíbrio, a força e a  flexibilidade" de quem as usasse. Afirmavam que a alegada "tecnologia plográfica (...) fazia ressonância e respondia ao campo energético do corpo" capaz de aumentar o desempenho [d]esportivo.
Em 2010, a filial australiana da Power Balance, foi obrigada a desmentir publicamente os supostos efeitos terapêuticos destes produtos e a garantir o reembolso aos consumidores que se considerassem lesados pela publicidade enganosa. A marca foi também multada pelas mesmas razões em Itália, em Espanha e na Holanda.
Numerosos estudos independentes sobre este dispositivo descobriram que, no que diz respeito à sua capacidade de aumentar a performance atlética, a pulseira não é melhor que o placebo.

## Popularidade
O produto foi publicitado através de celebridades pagas para o promover e através de marketing viral em vez de ser publicado num trabalho científico.
A pulseira Power Balance tornou-se uma moda em 2010 no seio dos [d]esportistas profissionais, entre eles os futebolistas David Beckham e Cristiano Ronaldo, o piloto de fórmula 1 Rubens Barichello e o basquetebolista Shaquille O'neal.
Um jornalista do Telegraph começava um artigo dizendo que "um número crescente de [d]esportistas profissionais e os seus assistentes estão a começar a soar como os curandeiros de cristais New Age."
De 2009 a maio de 2010 tinham-se vendido em Espanha 350 mil pulseiras, onde custavam trinta e cinco euros cada uma.

## Evidência científica

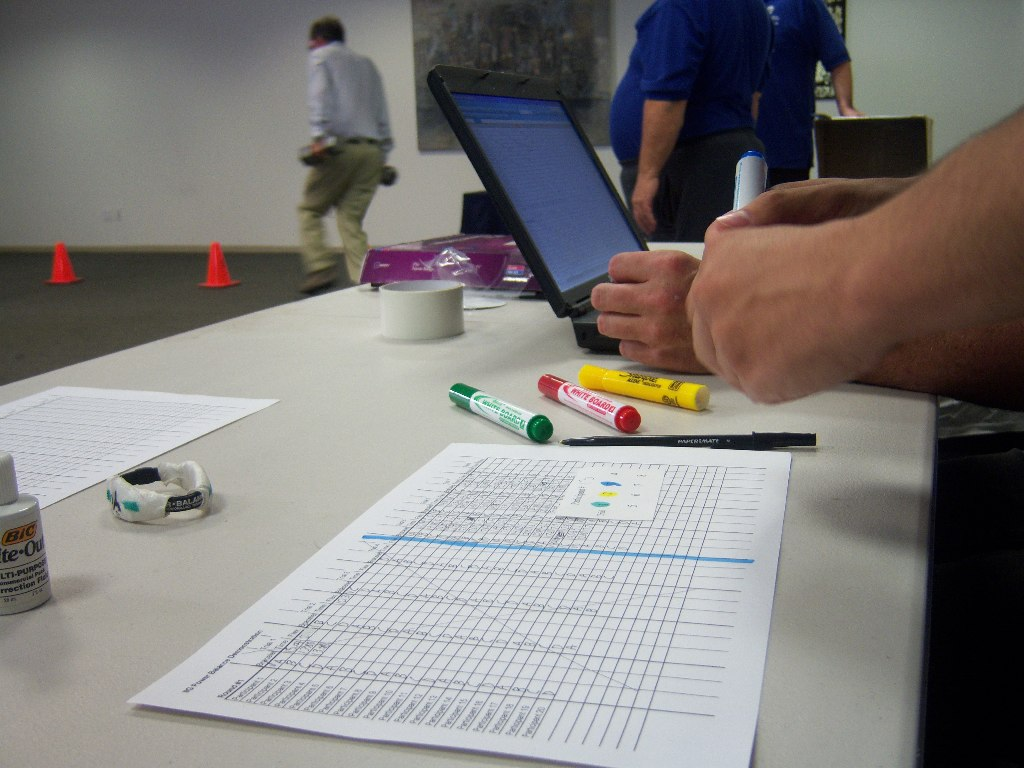
IIG processo de testes da Power Balance, 28 de outubro de 2010

Investigadores quiropráticos da Escola das Ciências da Saúde do RMIT divulgaram em 2011 os resultados de um estudo independente, randomizado e de controlo com dupla ocultação. Descobriram que não existia qualquer diferença de equilíbrio entre as pessoas que usavam as pulseiras holográficas reais e aquelas que usavam o placebo.
A 28 de outubro de 2010, Dominique Dawes, campeã de ginástica dos Jogos Olímpicos, a trabalhar para a Yahoo Weekend News e o Independent Investigations Group (IIG), testou as pulseiras Power Balance no que diz respeito às suas afirmações de que estas melhoravam o equilíbrio, flexibilidade e força. Ela relata que "É um fato que, todos os atletas sabem que nada pode substituir o bom e velho trabalho árduo - exercício, exercício, exercício... Pode realmente uma pulseira de silicone com um holograma colado dar-lhe a vantagem?" Segundo Dave Richards, investigador do IIG, "Existia apenas uma pulseira Power Balance 'legítima' e 3 pulseiras a fingir, cujos hologramas foram retirados. Era uma experiência de dupla ocultação, todas as pulseiras foram revestidas de fita-cola de forma que nenhuma das pessoas presentes sabia qual era a pulseira verdadeira e quais eram as falsas. Nenhum dos participantes nem as pessoas que registavam as pontuações sabiam qual era a pulseira 'real' até ao momento que todos os participante finalizaram os seus exercícios e as pontuações foram registadas." Os resultados indicaram que não existia qualquer benefício para quem tinha a pulseira holográfica comparado com aqueles que tinham o placebo.
A dezembro de 2009, um teste de dupla ocultação foi realizado no programa de televisão Today Tonight na Austrália, executado por Richard Saunders membro do Australian Skeptics. Os resultados mostravam uma evidência muito forte de que, qualquer que seja o efeito dos hologramas, este é demasiado reduzido para ser medido, em comparação com o efeito placebo.
Um estudo pela Universidade de Wisconsin testou os efeitos das pulseiras Power Balance num grupo de atletas do NCAA, a Associação Atlética Universitária Nacional, dos Estados Unidos. Um grupo de atletas recebeu uma pulseira Power Balance, enquanto outros receberam uma pulseira placebo. Os atletas foram sujeitos a testes de flexibilidade, equilíbrio e força. Depois trocaram de pulseiras e repetiram os testes. O estudo descobriu que, comparado com o placebo, as pulseiras Power Balance não tinham qualquer efeito na performance dos atletas.

## Críticas

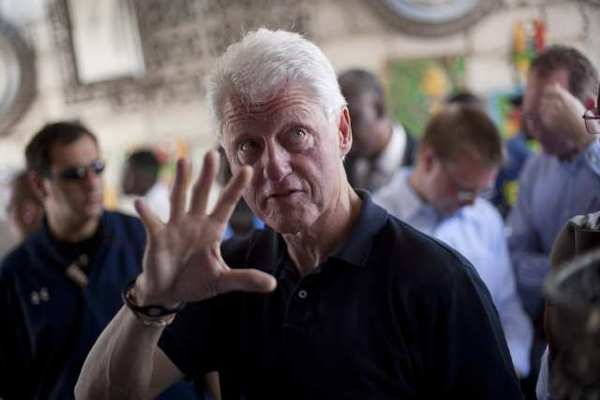
Bill Clinton a usar a Pulseira Energética Power Balance

Um grupo de estudantes, céticos acerca das alegações da empresa, conduziu uma experiência que mostrava "quaisquer diferenças entre a pulseira real e falsa. Investigadores incumbidos pela BBC também descobriram que as pulseiras eram placebos, e esta opinião é repercutida por outros:
Victor Thompson, um psicologista do desporto a exercer em Londres, é citado pelo Daily Mail como dizendo: Não tenho conhecimento de qualquer pesquisa que apoie a tecnologia por detrás destas pulseiras".
Greg Whyte, professor de ciência aplicada ao desporto e ao exercício, da Universidade John Moores de Liverpool também foi citado: "Há gerações que têm existido dispositivos que alegam serem mediadores do fluxo de energia do corpo, desde a acupunctura às pulseiras de cobre e, mais tarde, os ímanes... Na maioria das vezes, a 'prova' é baseada em evidência anedótica."
Comentando sobre  "Power Balance", O Center for Inquiry dava nota de que o vendedor usava testes de Cinesioterapia pseudocientífica, descritos como "problemáticos e cheio de falhas". O vídeos ilustrativos encontrados no site da empresa são considerados pouco claros e o Centro assinalava que "a flexibilidade das pessoas parecia melhorar do primeiro alongamento para o segundo alongamento, independentemente se estavam a usar ou não a pulseira". O teste de equilíbrio usa apenas leis de física básicas para provocar o efeito de desejo para melhorar o equilíbrio.
Harriet A. Hall escreve sobre o Cartão Power Balance na coluna para a Skeptical Inquirer Magazine. "Diga-me que usa o cartão Power Balance e que o faz sentir-se melhor e eu posso acreditar imediatamente em si. Diga-me que a sua performance melhora quando traz o cartão consigo e eu acreditarei em si. Mas isso não irá convencer-me que a melhoria está relacionada com as frequências de bioressonância que existem no holograma ou mesmo nos próprios cartões. É como a fada dos dentes. Diga-me que o dinheiro aparece debaixo da almofada e eu acreditarei em si. Mas não me convença de que foi a fada dos dentes.
Noutro estudo posterior do Skeptical Inquirer mostrou que num teste de desempenho de dupla ocultação num circuito de obstáculos, dezasseis dos voluntários mostraram uma diferença de desempenho que não era maior do que o do acaso.
O grupo australiano CHOICE, de defesa do consumidor, deu reconhecimento à Power Balance nos Pré[ê]mios Shonky. Os Shonky Awards têm como objectivo "divulgar e envergonhar as mais escandalosas fraudes e embustes." O Sydney Morning Herald concluiu que as pulseiras Power Balance "fizeram pouco mais do que esvaziar as carteiras dos seus compradores".
Em novembro de 2012, o dono dos Dallas Mavericks criticou o negócio de patrocínio entre a NBA e a Power Balance. Quando um produto similar apareceu no reality show de empreendedorismo, Shark Tank, da ABC, como uma das estrelas do programa, Mark Cuban desvalorizou o produto dizendo, "Não, eu sou alérgico a embustes. A sério, isto não é novo. Já foi refutado. O que viu foi o efeito placebo. Existem atletas que o usam. É uma brincadeira. É um embuste. Não é real." " A 21 de novembro de 2012, Mark Cuban divulgou um vídeo com estas críticas, explicando, "pulseiras de equilíbrio eram um embuste quando as deitei abaixo no programa Shark Tank, e continuam a ser um embuste. Não há qualquer hipótese de eu as deixar entrar no nosso balneário."

## Processos legais
Em novembro de 2010, os distribuidores australianos da "Power Balance" foram obrigados pelo Therapeutic Goods Complaints Resolution Panel a deixar de usar afirmações "falsas e enganadoras" de que os utilizadores poderiam obter "um aumento até 500% de força, resistência e flexibilidade" e ordenou que estas alegações fossem removidas do sítio web da companhia e que fosse publicada uma declaração, num prazo de duas semanas, que corrigisse essas declarações.
Também em novembro de 2010, a Power Balance apresentou um processo contra a Microsoft por  violação da imagem comercial no que diz respeito ao Xbox Kinect, depois da companhia anunciar uma gama de pulseiras promocionais.
Em dezembro de 2010, Comissão Australiana para a Competição e Consumo (ACCC) obteve da Power Balance Australia Pty. Ltd. um acordo para retirar um número de ações em tribunal relacionadas com a correção da sua campanha enganosa, incluindo:
1. publicação, às suas custas, de publicidade corretiva[3][35]
2. parar de afirmar que os produtos[36]
  - irão melhorar o equílibrio, a força e a flexibilidade dos consumidores; ou que
  - estão "desenhados para funcionar com o campo energético do corpo";
  - nem, em conjunto com os seus Produtos, fazer afirmações de que a "Power Balance é uma Tecnologia de Performance"("Performance Technology") ou usar a frase "Performance Technology"
3. parar de fabricar ou importar produtos contendo as palavras "Performance Technology"[37]
4. suprimir as palavras "Performance Technology" das suas embalagens[38]
5. substituir o seu material promocional e publicitário[39]
6. garantir um reembolso total, mais portes de envio[40]

O diretor executivo da Power Balance Austrália admitiu o seguinte:
No início nós fizemos alegações que diziam que os nossos produtos melhoravam a força, o equilíbrio e a flexibilidade e não tínhamos os estudos de dupla ocultação avaliados pelos pares ou o nível de prova que era necessária para fundamentar essas alegações.Original {{{{{língua}}}}}: We'd made claims in the start that said that our product improved strength, balance and flexibility, and we didn't have the scientific peer reviewed double blind testing or the level of proof that we needed to substantiate those claims— Tom O'Dowd - Diretor executivo da Power Balance Austrália
O diretor da ACCC, Graeme Samuel, declarou, "É um absurdo, sinceramente. E nós estamos muito desapontados sabendo que tantas pessoas pagaram centenas de milhares, talvez milhões de dólares, para comprar estas Pulseiras Energéticas."
A Power Balance Australia foi obrigada pela ACCC a garantir um reembolso total e a passar uma série de anúncios publicitários, nos meios de comunicação social da Austrália, contendo o texto que se segue:

Na nossa publicidade alegámos que as pulseiras Power Balance melhoram a sua força, equilíbrio e flexibilidade.
Nós admitimos que não existe uma evidência científica credível que apoie as nossas afirmações e por isso tivemos uma conduta enganosa que infringe a Secção 52 da Lei das Práticas do Comércio de 1974.

Se se sente lesado pelas nossas campanhas, gostaríamos, sem quaisquer reservas, apresentar as nossas desculpas e garantir um reembolso total.Original {{{{{língua}}}}}: In our advertising we stated that Power Balance wristbands improved your strength, balance and flexibility.
We admit that there is no credible scientific evidence that supports our claims and therefore we engaged in misleading conduct in breach of s52 of the Trade Practices Act 1974.
If you feel you have been misled by our promotions, we wish to unreservedly apologise and offer a full refund.— Declaração da Power Balance

### No Brasil
Em setembro de 2010, por determinação da Agência Nacional de Vigilância Sanitária (ANVISA), foi suspensa a publicidade dos efeitos terapêuticos da Power Balance e da Life Extreme, a versão brasileira destas pulseiras. O reembolso não foi exigido no Brasil.
Segundo a agência brasileira, a Power Balance e a Life Extreme não cometeram outras infracções depois de ser publicada esta suspensão.
A On the Beach, distribuidora das pulseiras Power Balance no Brasil, afirmou que já tinha ajustado a publicidade às novas regras e que já "não divulga falsas promessas de benefícios". De 2009 a janeiro de 2011 já tinha vendido 200 mil pulseiras no Brasil.

### Na Europa
Em Portugal, em janeiro de 2011, a DECO garantia que não tinha recebido queixas sobre as pulseiras Power Balance, apenas tinha recebido pedidos de informação sobre o seu preço.
Em Itália, em dezembro de 2010, a Autoridade para Concorrência Italiana multou a Power Balance e outra empresa, em 300 mil euros e 50 mil euros respetivamente, por não terem provas científicas para as alegações que faziam.
Em Espanha, a Junta de Andaluzia multou a subsidiária sediada em Marbella em 15 mil euros, cerca de 40,5 mil reais, por publicidade enganosa; a organização para o consumidor Facua apresentou um pedido ao Departamento de Saúde para um agravamento da multa por que consideram que esta é insuficiente.
Na Holanda, em setembro de 2010, a Dutch Advertising Code Commission (RCC) chegou a à seguinte decisão no caso em que a FIR-TEX Ltd, o queixoso, colocou em tribunal a Surf Unlimited Trading BV, distribuidor da power-balance na Holanda, com a seguinte queixa:
O anunciante alega no sítio de Internet que a utilização da pulseira Power Balance melhora o equilíbrio, a força e a agilidade. Estas alegações não são apoiadas por qualquer evidência (científica).

O queixoso acredita que este método de propaganda está em conflito com o Código de Publicidade Holandês (Dutch Advertising Code - NRC) visto que a ligação entre o uso da pulseira e a saúde do consumidor não terá sido determinada em nenhuma forma.Original {{{{{língua}}}}}: Advertiser claims on its website that the use of the Power Balance Bracelet improves balance, strength and agility. These allegations are not backed with any single (scientific) evidence.

The plaintiff believes that this method of advertising is in conflict with the Dutch Advertising Code (NRC) as the link between wearing the bracelet and the health of the wearer has not been determined in any way.— Queixa de FIR-TEX Ltd. contra a Surf Unlimited Trading BV 
O veredito foi o seguinte:
A Comissão considera que os anúncios se opõem às disposições do Artigo 7º do NRC. É recomendado que o anunciante não volte mais a anunciar desta formaOriginal {{{{{língua}}}}}: The Commission considers the advertisement in opposition of the provisions of Article 7 NRC. It recommends advertiser not to advertise in such a way anymore.— Dutch Advertising Code Commission